# Бонкур (Юра)
Бонкур (фр. Boncourt) — громада  в Швейцарії в кантоні Юра, округ Порантрюї.

## Географія
Громада розташована на відстані близько 70 км на північний захід від Берна, 29 км на північний захід від Делемона.
Бонкур має площу 9 км², з яких на 20,1% дозволяється будівництво (житлове та будівництво доріг), 41,4% використовуються в сільськогосподарських цілях, 38% зайнято лісами, 0,6% не є продуктивними (річки, льодовики або гори).

## Демографія
2019 року в громаді мешкало 1217 осіб (-6,4% порівняно з 2010 роком), іноземців було 10,9%. Густота населення становила 135 осіб/км².
За віковим діапазоном населення розподілялося таким чином: 18,2% — особи молодші 20 років, 51,8% — особи у віці 20—64 років, 30,1% — особи у віці 65 років та старші. Було 570 помешкань (у середньому 2,1 особи в помешканні).
Із загальної кількості 1668 працюючих 46 було зайнятих в первинному секторі, 880 — в обробній промисловості, 742 — в галузі послуг.